# ورزشگاه پاتوم تانی
ورزشگاه لئو (انگلیسی: Leo Stadium) یک ورزشگاه فوتبال در استان پاتوم تانی، تایلند است.
این ورزشگاه که در سال ۲۰۱۰ تاسیس شده دارای ۱۶٬۰۱۴ نفر ظرفیت است.

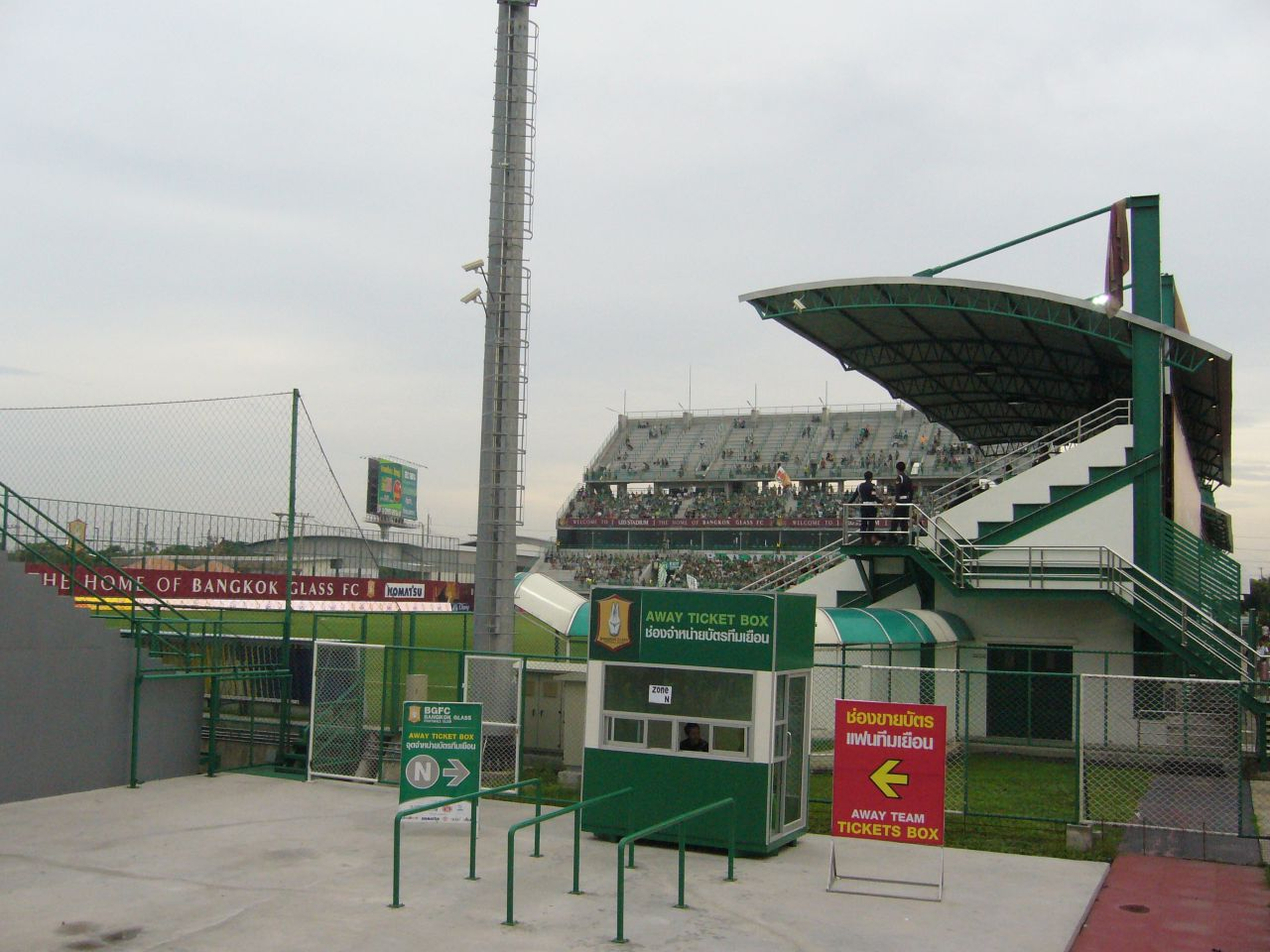